# Adolph Dyroff

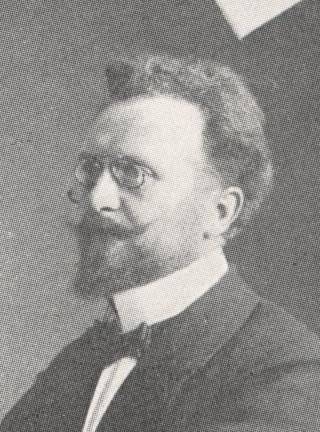
Adolph Dyroff, 1906.

Adolph Dyroff, född 1866, död 1943, var en tysk filosof.
Dyroff var från 1903 professor vid universitetet i Bonn. Dyroff företräder den katolska ståndpunkten inom filosofin. Hans arbeten behandlar främst den antika filosofins historia, såsom i Ethik der alten Stoa (1897), Demokritstudien (1899), men även psykologiska och moralfilosofiska frågor såsom Einführung in die Psychologie (1908) samt Religion und Moral (1925).